# Хармад
 Хармад  (Хармід, дав.-гр. Χαρμάδας; 168 / 167 рік до н. е. — близько 95 до н. е.) — давньогрецький філософ.
Учень Клітомаха, представник Платонівської Академії. Викладав в Афінах близько 110 року до н. е.
Цицерон особливо відзначає його красномовство і чудову пам'ять. За філософськими поглядами близький до Філону із Ларисси.